# Arkadi Kuleșov
Arkadi Aleksandrovici Kuleșov (în rusă Арка́дий Алекса́ндрович Кулешо́в, în belarusă Аркадзь Аляксандравіч Куляшоў, n. 6 februarie 1914 - d. 4 februarie 1978) a fost un poet și traducător bielorus sovietic.
Sub influența lui Yanka Kupala și Yakub Kolas, se apropie de poezia populară belarusă.
A fost membru al PCUS din 1941.
Pentru activitatea sa literară i s-au decernat două Premii Stalin (1946, 1949).
În 1968 a fost declarat Poet al Poporului de către RSS Belarusă.

## Scrieri
- 1930: Pământul înflorește (Росквіт зямлі)
- 1932: Pe cântec și pe soare (Па песню, па сонца!...)
- 1938: Locuim la graniță (Мы жывём на граніцы)
- 1943: Steagul brigăzii (Сцяг брыгады)
- 1949: Noua matcă a râului (Новае рэчышча)
- 1964: O carte nouă (Новая кніга).